# بزاب (مقاطعة دورة)
بزاب (بالفارسية: بزاب) هي قرية تقع في قسم دورة الريفي (مقاطعة دورة) في إيران. يقدر عدد سكانها بـ 204 نسمة .